# Strömtorps IK
Strömtorps IK (SIK) är en idrottsförening från Degerfors i Sverige. Föreningen bildades i april 1932. Fotboll är numera den enda sektionen även om några skidåkare åker Vasaloppet för SIK. Fotbollens representationslag spelar 2023 i div 3 Västra Svealand. Lagets huvudtränare är Niklas Mendritzki och han assisteras av den ex-allsvenske spelaren Jimmy Andersson.
Bästa målskytt genom alla tider är nuvarande tränare Petter Toivonen och flest A-lagsmatcher har Daniel Holmertz gjort. I styrelsen sitter bl.a. den gamle stormålvakten Göran Andersson. Ordförande är Sören Johansson och vice ordförande Bo Kristofferson.
Hemmaarena är Strömtorps IP.
Föreningen har som högst spelat i division 2 år 2003 (gamla seriesystemet utan div 1).
Publikrekordet är från augusti 2003 då 1650 personer såg SIK förlora derbyt mot Degerfors IF med 2-4 i div 2 Västra Svealand. Målskyttar för SIK var Peter Samuelsson (senare gjorde han 100 mål för Degerfors IF) och Petter Toivonen, som är bror till Ola Toivonen.